# Hosackia gracilis
Hosackia gracilis är en ärtväxtart som beskrevs av George Bentham. Hosackia gracilis ingår i släktet Hosackia och familjen ärtväxter. Inga underarter finns listade i Catalogue of Life.